# Зубчатое колесо Савара

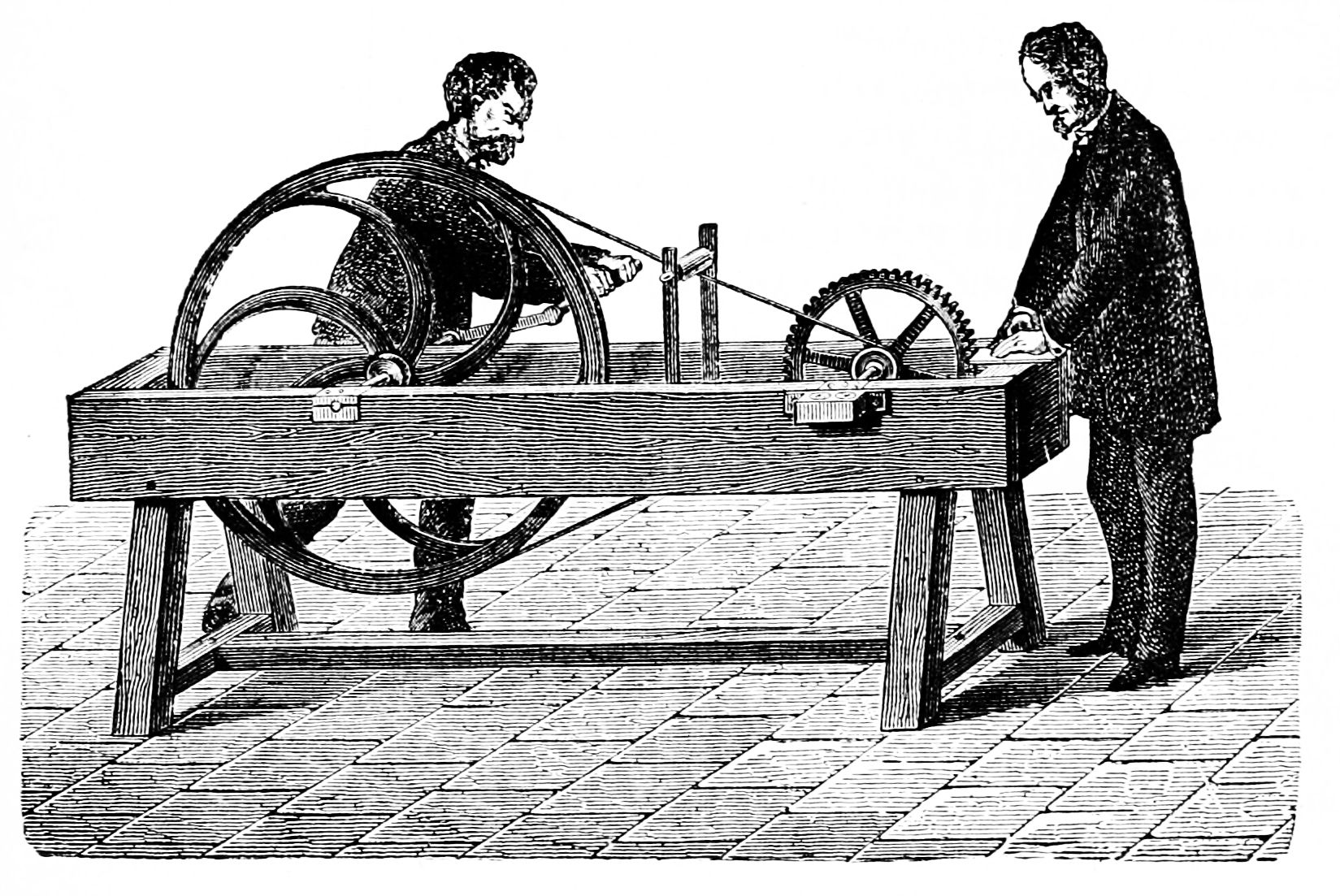
Колесо Савара (иллюстрация из американского научно-популярного журнала «Popular Science» за 1873 год)

Зубчатое колесо Савара (1830 год) — акустическое механическое приспособление французского физика Феликса Савара (1791—1841), использовавшего опыт английского учёного Роберта Гука (1635—1703).
При помощи вращающегося зубчатого колеса, приводящего в колебание упирающуюся в него какую-либо пластинку (например картонную, деревянную и т. п.), можно наглядно доказать, что высота звука зависит только от числа колебаний в единицу времени, то есть от быстроты или частоты колебаний звучащего тела.
Такой опыт был уже произведен в 1681 году Гуком в Лондонском королевском обществе. Обыкновенно прибор Савара устраивают из четырёх колёс, числа зубцов которых относятся между собой как 4:5:6:8 (совершенный или мажорный аккорд). Если прибор снабжён счётчиком, посредством которого можно судить о числе оборотов оси, то он может служить также и для определения числа колебаний, соответствующих данному звуку. Однако уже для этой цели не употребляется, а служит только, как лекционный прибор, для объяснения причины и условий звучания тел.